# Vicariato apostólico de Mongo
El vicariato apostólico de Mongo (en latín: Vicariatus Apostolicus Mongensis y en francés: Vicariat apostolique de Mongo) es una circunscripción eclesiástica de la Iglesia católica en Chad. Se trata de un vicariato apostólico latino, inmediatamente sujeto a la Santa Sede. Desde el 14 de diciembre de 2020 su vicario apostólico es Philippe Abbo Chen.

## Territorio y organización
El vicariato apostólico tiene 540 000 km² y extiende su jurisdicción sobre los fieles católicos de rito latino residentes en las regiones de: Guéra, Batha, Ouaddaï, Wadi Fira, Ennedi Este, Ennedi Oeste y Salamat.
La sede del vicariato apostólico se encuentra en la ciudad de Mongo, en donde se halla la Catedral de San Ignacio.
En 2020 en el vicariato apostólico existían 6 parroquias.

## Historia
La prefectura apostólica de Mongo fue erigida el 1 de diciembre de 2001 con la bula Universae Ecclesiae del papa Juan Pablo II, obteniendo el territorio de la arquidiócesis de Yamena y de la diócesis de Sarh.
El 3 de junio de 2009 la prefectura apostólica fue elevada a vicariato apostólico con la bula Cum in Apostolica del papa Benedicto XVI.

## Estadísticas
Según el Anuario Pontificio 2021 el vicariato apostólico tenía a fines de 2020 un total de 5950 fieles bautizados.
| Año                                                                             | Población            | Población | Población      | Sacerdotes | Sacerdotes    | Sacerdotes    | Bautizados por sacerdote | Diáconos permanentes | Religiosos | Religiosos | Parroquias |
| Año                                                                             | Bautizados católicos | Total     | % de católicos | Total      | Clero secular | Clero regular | Bautizados por sacerdote | Diáconos permanentes | Varones    | Mujeres    | Parroquias |
| ------------------------------------------------------------------------------- | -------------------- | --------- | -------------- | ---------- | ------------- | ------------- | ------------------------ | -------------------- | ---------- | ---------- | ---------- |
| 2001                                                                            | 3796                 | 1 528 136 | 0.2            | 7          | 3             | 4             | 542                      |                      | 4          | 13         | 6          |
| 2002                                                                            | 4762                 | 1 528 136 | 0.3            | 4          | 2             | 2             | 1190                     |                      | 3          | 9          | 6          |
| 2003                                                                            | 5250                 | 1 700 000 | 0.3            | 7          | 4             | 3             | 750                      |                      | 6          | 12         | 6          |
| 2004                                                                            | 5250                 | 1 700 000 | 0.3            | 9          | 5             | 4             | 583                      |                      | 7          | 13         | 6          |
| 2008                                                                            | 6000                 | 1 700 000 | 0.4            | 9          | 6             | 3             | 666                      |                      | 5          | 13         | 6          |
| 2010                                                                            | 6000                 | 1 950 000 | 0.3            | 8          | 4             | 4             | 750                      |                      | 6          | 9          | 6          |
| 2014                                                                            | 5312                 | 2 121 000 | 0.3            | 11         | 4             | 7             | 482                      |                      | 8          | 14         | 6          |
| 2017                                                                            | 5400                 | 2 304 600 | 0.2            | 10         | 3             | 7             | 540                      |                      | 7          | 9          | 5          |
| 2020                                                                            | 5950                 | 2 537 800 | 0.2            | 13         | 4             | 9             | 457                      |                      | 10         | 5          | 6          |
| Fuente: Catholic-Hierarchy, que a su vez toma los datos del Anuario Pontificio. |                      |           |                |            |               |               |                          |                      |            |            |            |

## Episcopologio
- Henry Coudray, S.I. (1 de diciembre de 2001-14 de diciembre de 2020 retirado)
- Philippe Abbo Chen, desde el 14 de diciembre de 2020